# Лучани (община)
Лучани (серб. Лучани) — община в Сербии, входит в Моравичский округ.
Население общины составляет 22 810 человек (2007 год), плотность населения составляет 50 чел./км². Занимаемая площадь — 454 км², из них 63,0 % используется в промышленных целях.
Административный центр общины — город Лучани. Община Лучани состоит из 36 населённых пунктов, средняя площадь населённого пункта — 12,6 км².

## Статистика населения общины
| Год  | Население, чел. |
| ---- | --------------- |
| 1991 | 27 183          |
| 2001 | 24 790          |
| 2002 | 24 552          |
| 2003 | 24 263          |
| 2004 | 23 937          |
| 2005 | 23 572          |
| 2006 | 23 189          |
| 2007 | 22 810          |
| 2011 | 20 897          |